# 张政 (东吴)
张政（3世纪—？），中国三国时期东吴名将，西陵都督。
天纪二年（278年）十一月，晋朝镇南大将军、都督荆州诸军事杜预到任，修缮甲兵，耀武，选拔精锐袭击据要害之地的张政，大破之，以功增封三百六十五户。张政因自己无备而败，引以为耻，没有向吴帝孙皓禀明实际遭受的战损。杜预想离间东吴边将，于是上表将所俘获的还给东吴。孙皓果然召还张政，遣武昌监留宪代之，其在晋灭吴之战前更换将帅之举正中杜预下怀。